# Scrobipalpa abai
Scrobipalpa abai är en fjärilsart som beskrevs av Povolny 1977. Scrobipalpa abai ingår i släktet Scrobipalpa och familjen stävmalar. Inga underarter finns listade i Catalogue of Life.